# Самойлиха
Само́йлиха — деревня в городе областного подчинения Шатура с административной территорией (бывшем Шатурском районе) Московской области России. Население — 268 чел. (2010). Находится в 140 км от Москвы.
Основное население составляют дачники.

## История
После Октябрьской революции 1917 года был образован Самойлиховский сельсовет в составе Середниковской волости Егорьевского уезда Рязанской губернии. В сельсовет входила только деревня Самойлиха и Бабынино.
В ходе реформы административно-территориального деления СССР в 1929 году Самойлиховский сельсовет вошёл в состав Дмитровского района Орехово-Зуевского округа Московской области. В 1930 году округа были упразднены, а Дмитровский район переименован в Коробовский.
В 1939 году Самойлиховский сельсовет был упразднён, деревня Самойлиха передана Дубровскому сельсовету.
В 1959 году деревня вошла в состав Середниковского сельсовета.

## Население
| 1858 | 1859 | 1868 | 1885 | 1905 | 1926 |
| ---- | ---- | ---- | ---- | ---- | ---- |
| 527  | ↗534 | ↗579 | ↗774 | ↗921 | ↗986 |
| 1970 | 1993 | 2002 | 2006 | 2010 |      |
| ↘420 | ↘222 | ↘126 | ↗172 | ↗268 |      |

## Инфраструктура
В деревне не имеется продуктового магазина. Ближайшая школа и библиотека расположены в соседнем селе Середниково.
В километре от деревни находится Никольский храм постройки 1882 года, с середины 2000-х в нём возобновлено богослужение.

## Транспорт
Через населённый пункт проходит автодорога Р105 Москва — Касимов.
В 3,5 километрах от деревни в Бармино расположена остановка на железнодорожной линии Кривандино — Рязановка.

## Галерея

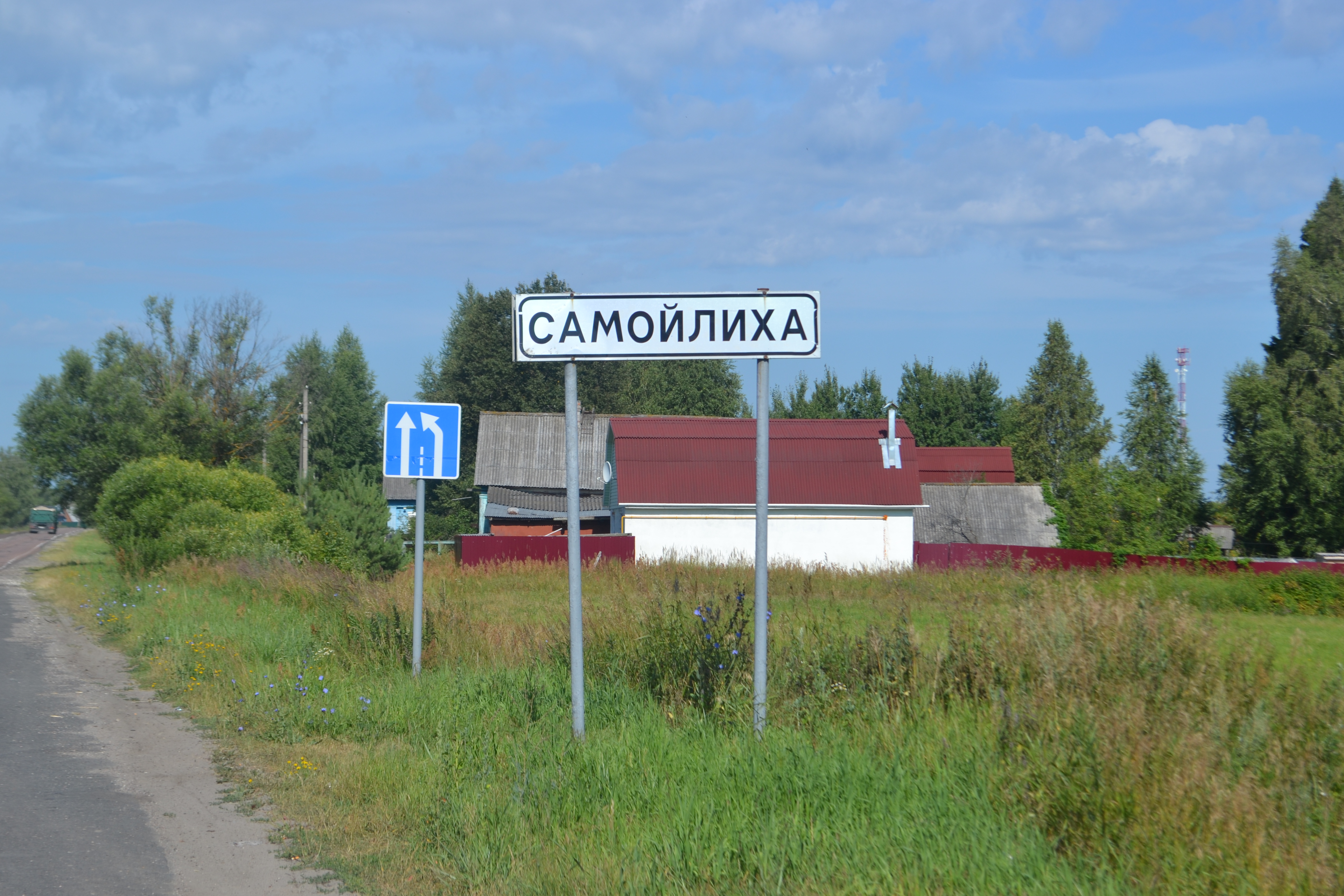
Дорожный указатель на деревню
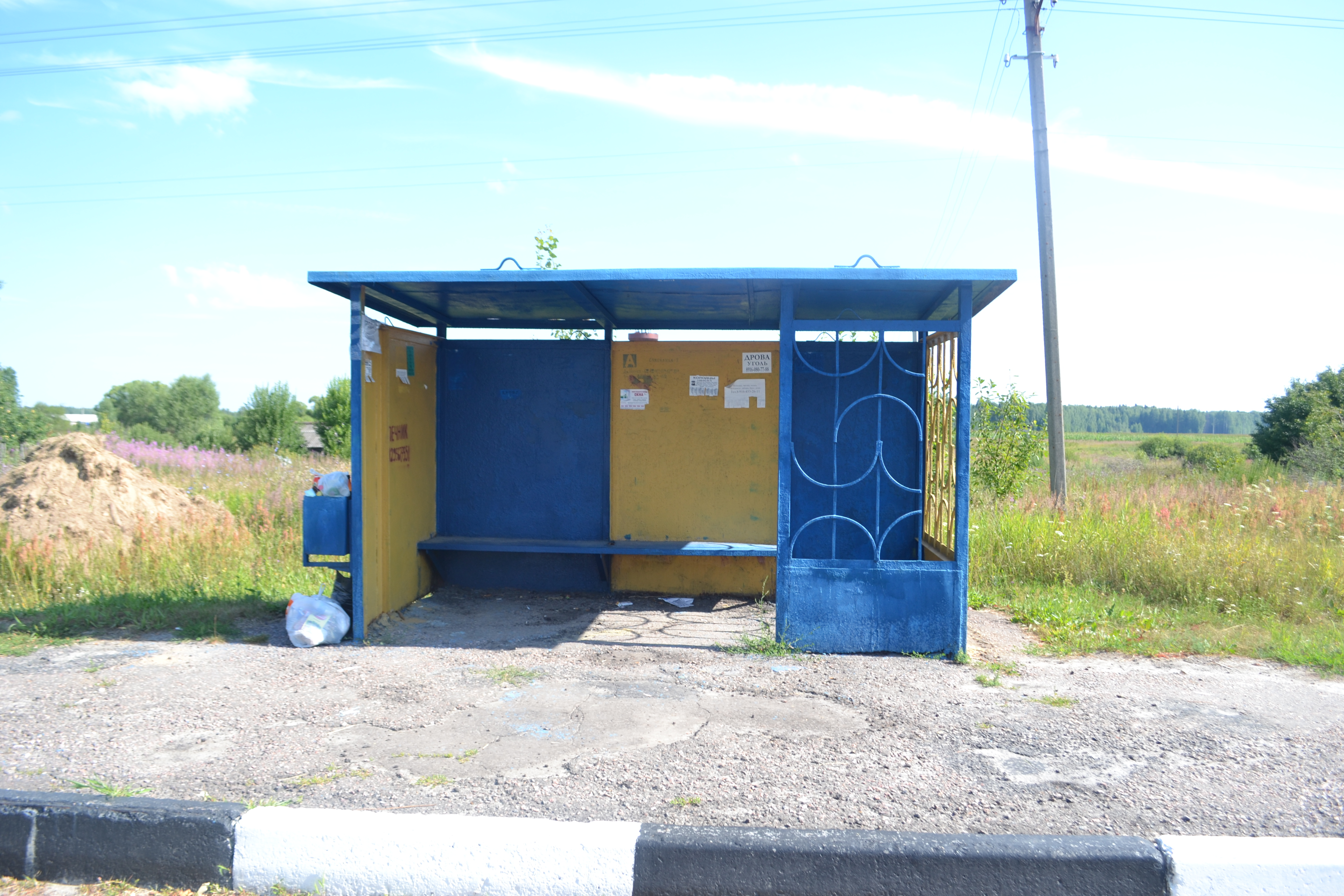
Остановка Самойлиха
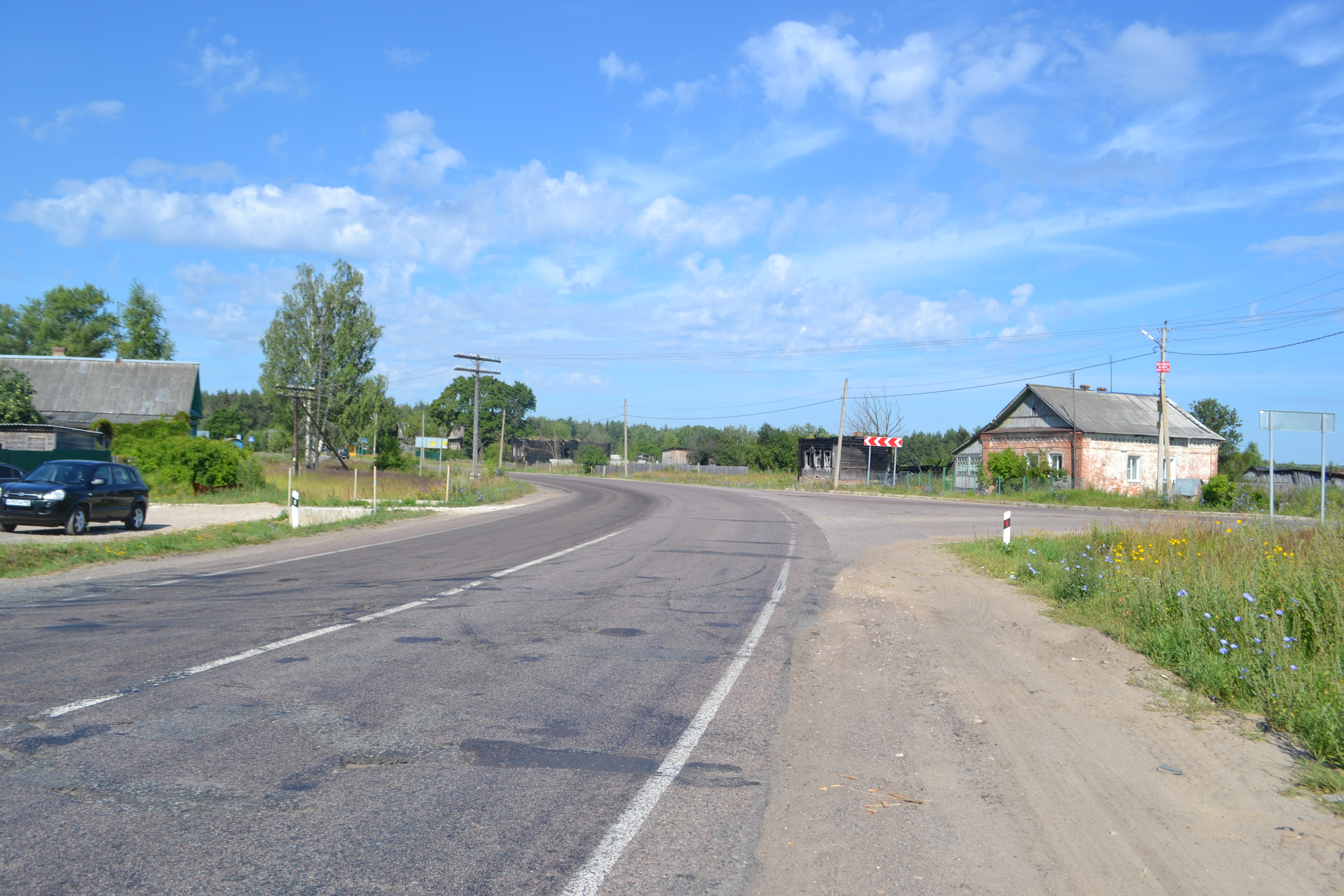
Перекрёсток
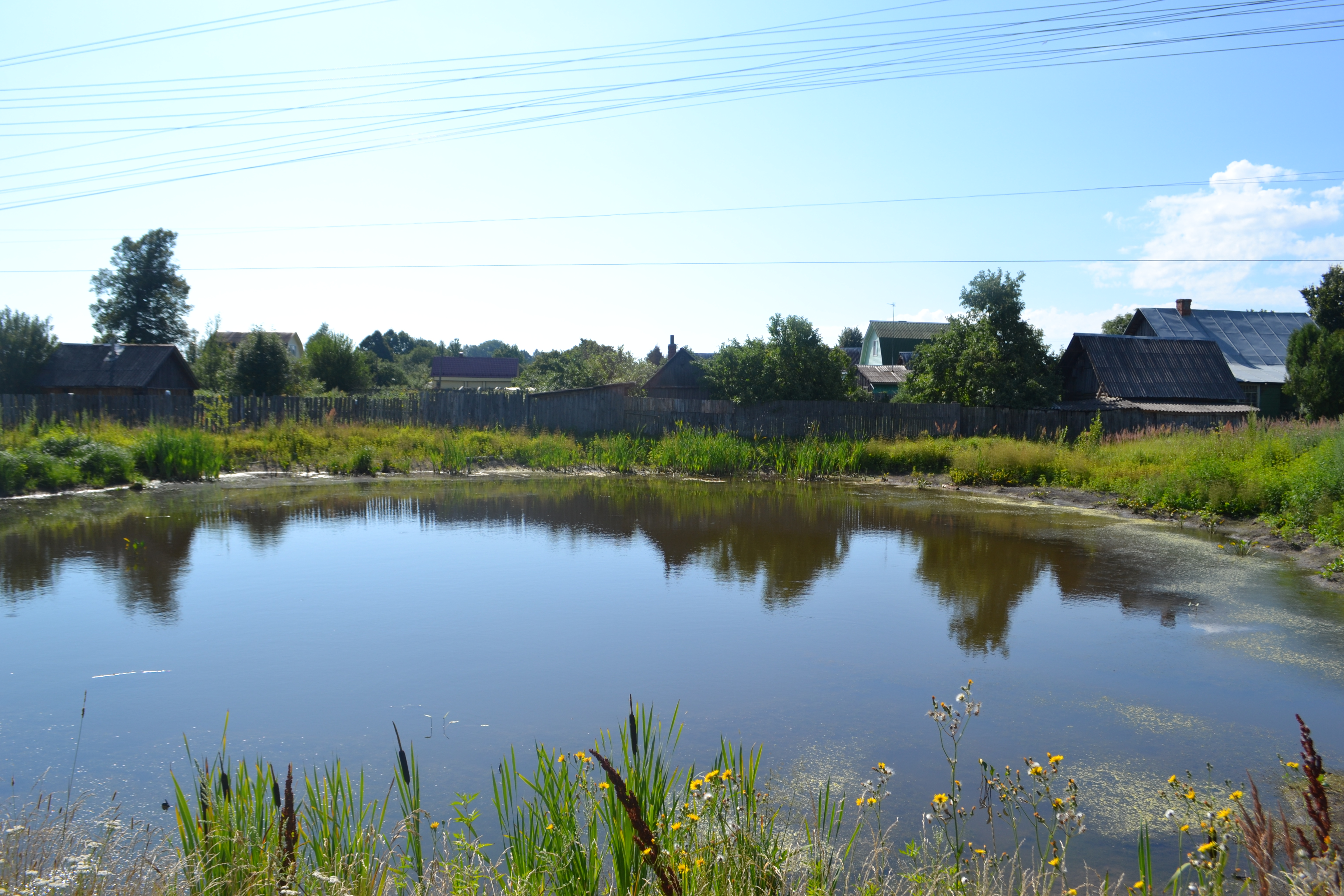
Пруд
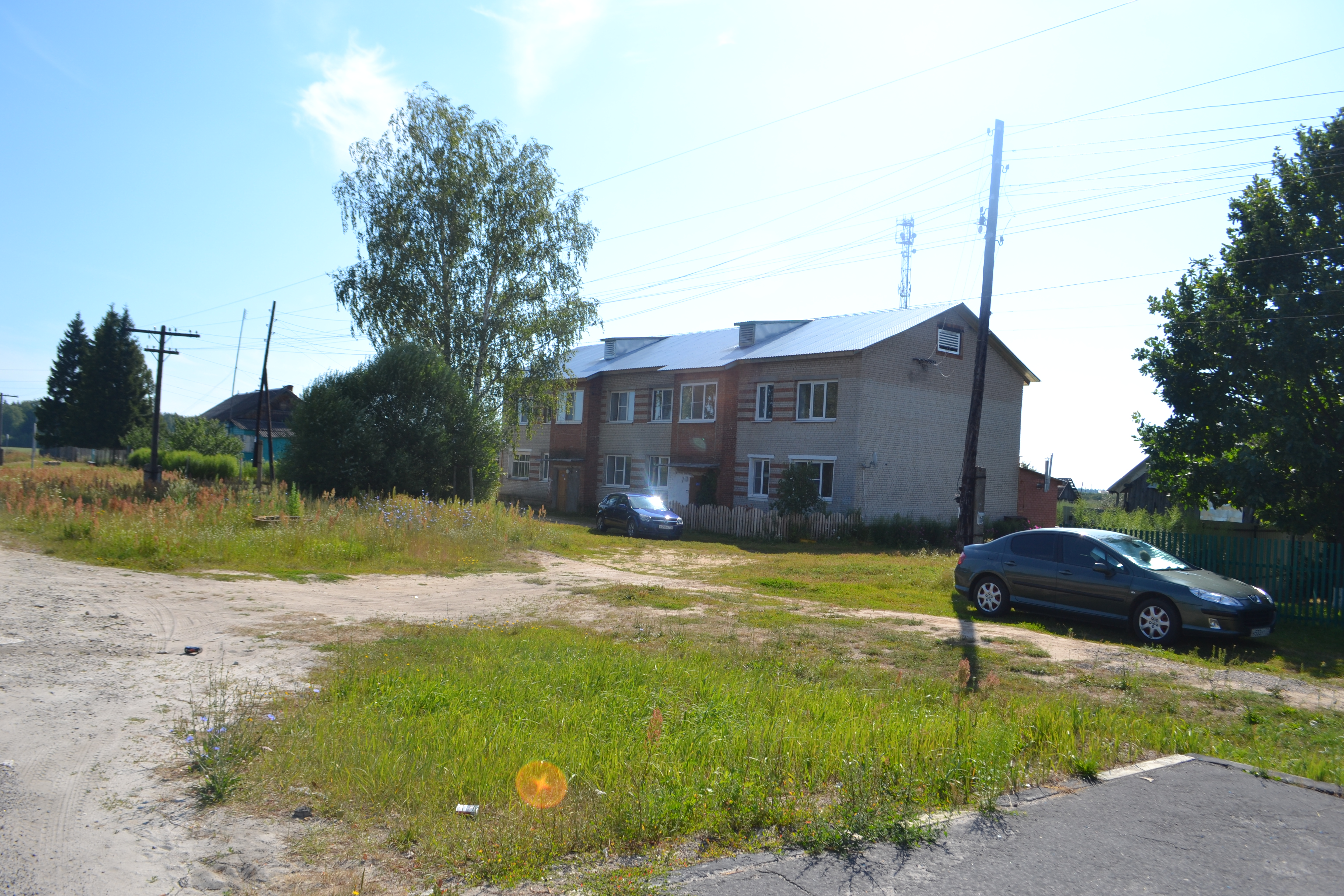
Самойлиха
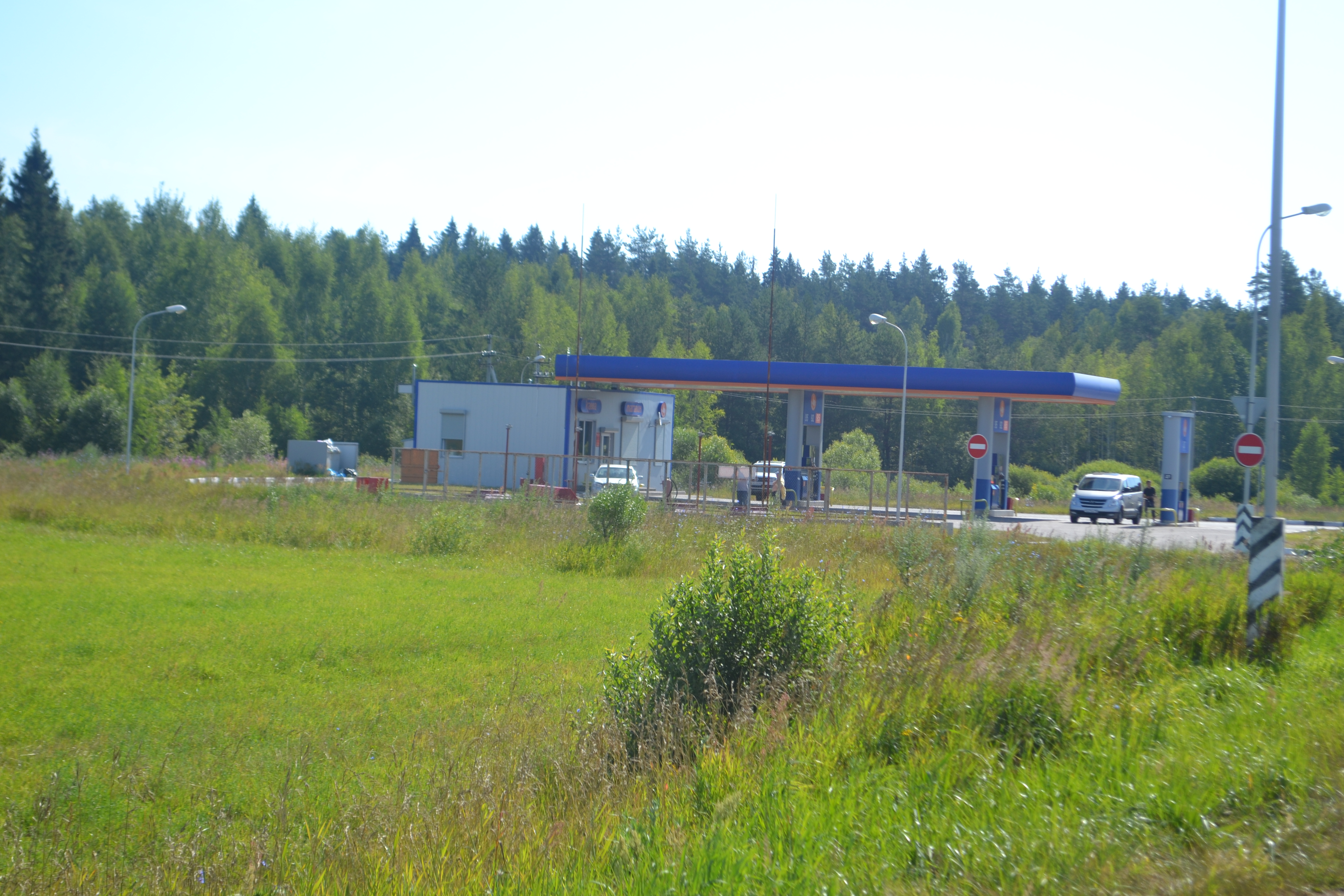
АЗС около деревни